# Harris Mylonas
Harris Mylonas es Profesor Titular de Ciencia Política y Asuntos Internacionales en la Universidad George Washington y redactor jefe de Nationalities Papers, una revista académica publicada por Cambridge University Press. Es autor de The Politics of Nation-Building: Making Co-Nationals, Refugees, and Minorities, que recibió el premio Peter Katzenstein Book Prize en septiembre de 2013  y el premio European Studies Book Award 2014 otorgado por el Council of European Studies de la Universidad de Columbia.  Es coautor de Varieties of Nationalism: Communities, Narratives, Identities y ha coeditado Enemies Within: The Global Politics of Fifth Columns, así como The Microfoundations of Diaspora Politics. Actualmente está trabajando en otro proyecto de libro: Diaspora Management Logics. Su documental Searching for Andreas: Political Leadership in Times of Crisis (2018), que aborda las causas profundas de la reciente crisis financiera y política en Grecia, se estrenó en el Festival de Documentales de Tesalónica de 2018 y ganó dos premios en el Festival Internacional de Documentales de Ierápetra en 2019.
Mylonas ha contribuido a las ideas de nacionalismo, construcción de nación, construcción de Estado, política de quinta columna y multilateralismo mediante diferentes publicaciones y artículos. Su reciente charla TEDx Nation-building: Past, Present, Future resume su perspectiva sobre el nacionalismo y la construcción de una nación a través de su historia familiar. Mylonas también ha contribuido al análisis de la crisis de la deuda pública griega. Es miembro de la junta directiva de la Association for the Study of Nationalities, una asociación académica dedicada a la comprensión de la etnicidad y el nacionalismo con un enfoque geográfico en Europa Central, Oriental y Sudoriental, y Eurasia. También se desempeñó como presidente de la Red de Investigación de Estudios Históricos de Estados y Regímenes del Council of European Studies de 2019 a 2021. 

## Carrera académica
Mylonas completó sus estudios en ciencia política: obtuvo su licenciatura en la Universidad de Atenas, una maestría en la Universidad de Chicago y un doctorado en la Universidad de Yale. Se incorporó al cuerpo docente de la Escuela Elliott de Asuntos Internacionales de la Universidad George Washington en 2009. También se desempeñó como académico titular en The Harvard Academy for International and Area Studies en el Weatherhead Center for International Affairs en los años académicos 2008-09 y 2011-12. Mylonas se desempeñó como Decano Asociado de Investigación en la Escuela Elliott de Asuntos Internacionales de la Universidad George Washington durante 2017-2018. Fue profesor visitante en la Universidad Carlos III de Madrid (2023-24), International Hellenic University en Grecia [2015-2016], Korea University en Corea del Sur [2013].

## Publicaciones seleccionadas
- 2023. Varieties of Nationalism: Communities, Narratives, Identities. Nueva York: Cambridge University Press (en coautoría con Maya Tudor).
  - Reseña, de Øyvind Østerud, Journal of Peace Research .
  - Reseña, de Idlir Lika, Ethnic and Racial Studies.
- 2012. The Politics of Nation-Building: Making Co-Nationals, Refugees, and Minorities. Nueva York: Cambridge University Press.
  - Review, de Karlo Basta, Canadian Journal of Political Science, volumen 49, número 01, marzo de 2016, págs. 173-174.
  - Review, de Jan Erk, Public Administration, volumen 92, número 2, junio de 2014, págs. 518–524.
  - Review, de Dmitry Gorenburg en Perspectives on Politics, volumen 12/número 02/junio de 2014, págs. 512–513.
  - Reseña, de Neovi M. Karakatsanis Journal of Modern Greek Studies Volumen 32, Número 1, mayo de 2014 p. 210-12.
  - Review, de Serhun Al en International Studies Review, volumen 16, número 2, junio de 2014, págs. 323–324.
  - Review, de Jan Jakub Muś en Nationalities Papers, volumen 42, número 5, 2014, págs. 905–906.
  - Review, de Jan Erk en Nations and Nationalism, volumen 20, número 3, julio de 2014, págs. 594–595.
  - Reseña, de Roberto Belloni en Südosteuropa, 61 (2013), 4, p. 595-597.
  - Reseña, de Georgi Derluguian en Modern Greek Studies Yearbook, volumen 28/29, 2012/2013, págs. 399–401.
  - Reseña de Olena Podolian en Europe-Asia Studies, volumen 66, n.º 10, diciembre de 2014, págs. 1735-1737.
  - Reseña, de A. Paczynska. CHOICE: Current Reviews for Academic Libraries, octubre de 2013 v51 i2 p350(1).

Volúmenes editados
- 2022. Enemies Within: The Global Politics of Fifth Columns. Nueva York: Oxford University Press (coeditado con Scott Radnitz).
  - Reseña, de Siniša Malešević, Nationalities Papers, marzo de 2023.
  - Review, de Yana Volkova, Nationalism and Ethnic Politics, volumen 28, número 4, noviembre de 2022, págs. 506-508.
- 2022. The Microfoundations of Diaspora Politics. Nueva York: Routledge (coeditado con Alexandra Délano Alonso).

Artículos
- 2025. "Balance of Power, System Polarity and Irredentism," Journal of Global Security Studies, Vol. 10, Issue 1.
- 2024. "The Various Facets of Eliminationist Politics: Conflict, Nation-Building, and Forced Migration," International Political Science Review (with Meghan Garrity).
- 2024. "Suppress or Support? Great Powers and Revolutionary Agency in the Greek War of Independence,"  Nationalism and Ethnic Politics (w/ Elpida Vogli).
- 2022. "Pandemic Nationalism," Nationalities Papers, Vol. 50, Issue 1: 3-12 (with Ned Whalley).
- 2022. "Nation-Building and the Role of Identity in Civil Wars," Ethnopolitics, Vol. 21, Issue 1: 1-21 (with Kendrick Kuo).
- 2021. "Nationalism: What We Know and What We Still Need to Know" Annual Review of Political Science, Volume 24: 109-132. (with Maya Tudor).
- 2021. "Exchange on the quantitative measurement of ethnic and national identity" Nations and Nationalism, Volume 27, Issue 1: 22-40. (with Daniel Bochsler, Elliott Green, Erin Jenne, and Andreas Wimmer).
- 2020. "The Determinants of Successful Nation-building: Macro-sociological Political Modernization and Political Alliance Structures" Nationalities Papers.
- 2020. "Nation-Building," Oxford Bibliographies in International Relations.
- 2019."Nation‐building policies in the Balkans: an Ottoman or a manufactured legacy?," Nations and Nationalism, Volume 25, Issue 3: 866-887.
- 2019."The microfoundations of diaspora politics: unpacking the state and disaggregating the diaspora," Journal of Ethnic and Migration Studies, Volume 45, Issue 4: 473-491 (with Alexandra Délano Alonso)
- 2019."Foreign policy priorities and ethnic return migration policies: group-level variation in Greece and Serbia," Journal of Ethnic and Migration Studies, Volume 45, Issue 4: 613-635 (with Marko Žilović)
- 2017. “Methodological Challenges in the Study of Stateless Nationalist Territorial Claims,” Territory, Politics, Governance, Volume 5, Issue 2: 145- 157 (with Nadav Shelef).
- 2016. “Threats to Territorial Integrity, National Mass Schooling, and Linguistic Commonality,” Comparative Political Studies, Volume 49, No. 11: 1446-1479 (with Keith Darden).
- 2015. “Methodological Problems in the Study of Nation-Building: Behaviorism and Historicist Solutions in Political Science,” Social Science Quarterly, Volume 96, Issue 3: 740–758.
- 2014. "Which Land is Our Land? Domestic Politics and Change in the Territorial Claims of Stateless Nationalist Movements,” Security Studies, Vol. 23, Issue 4, 754-786  (with Nadav Shelef).
- 2014. "Democratic Politics in Times of Austerity: The Limits of Forced Reform in Greece," Perspectives on Politics, Vol. 12, No. 2 (June): 435-443.
- 2014. “Interstate Relations, Perceptions, And Power Balance: Explaining China’s Policies Toward Ethnic Groups, 1949-1965,” Security Studies, Vol. 23, 148-181 (with Enze Han).
- 2013. “Ethnic Return Migration, Selective Incentives, and the Right to Freedom of Movement in Post-Cold War Greece”, in Willem Maas (ed.). Democratic Citizenship and the Free Movement of People (Leiden/Boston: Martinus Nijhoff).
- 2012. “The Promethean Dilemma: Third-Party State-building in Occupied Territories”, Ethnopolitics, Issue 1, March, pp. 85–93 (with Keith Darden).
- 2011. "Is Greece a Failing Developed State?", in Botsiou, Konstantina E.; Klapsis, Antonis (eds.) The Konstantinos Karamanlis Institute for Democracy Yearbook 2011: The Global Economic Crisis and the Case of Greece. Springer.
- 2010. “Assimilation and its Alternatives: Caveats in the Study of Nation-Building Policies", In  Rethinking Violence: States and Non-State Actors in Conflict, eds. Adria Lawrence and Erica Chenoweth. BCSIA Studies in International Security, MIT Press.
- 2008. “When do Votes Count? Regime Type, Electoral Conduct, and Political Competition in Africa.” Comparative Political Studies, Vol. 41, No. 11, 1466-1491 (with Nasos Roussias).